# End鍵

下排中间的按鍵就是End鍵

End鍵是一個於IBM/Windows鍵盤上的按鍵。

## 功能
當按下End時游標會自動移到一行的結尾或移到網頁的最下方。
編輯文本的時候，如果游標不在最後面，按一下End，光標會定位到最後面；如果是一篇文檔，按Ctrl+End，游標就會定位到文檔的最後。Home和End正相反，若只單獨按Home游標則會定位到本行的最前面；如果按Ctrl+Home，游標定位到文檔最前面。